# بيدرو أفونسو، كونت بارسيلوس
بيدرو أفونسو، كونت بارسيلوس (بالبرتغالية: Pedro Afonso de Portugal‏) (و. 1288 – 1354 م) هو مؤرخ من البرتغال.
توفي في لاميغو، عن عمر يناهز 66 عاماً.